# Zisterzienserinnenabtei Blatzheim
Die Zisterzienserinnenabtei Blatzheim war von 1247 bis 1802 ein Kloster in Blatzheim, Kerpen, Erzbistum Köln.

## Geschichte
Das um 1230 gegründete Kloster Gevelsberg gründete 1240 am Neffelbach 25 Kilometer westlich von Köln das Nonnenkloster Blatzheim, das 1247 in den Zisterzienserorden eingegliedert wurde (Immediatoberer: Kloster Heisterbach). Noch heute erinnert die einstige Grangie „Gut Giffelsberg“ (in Abwandlung von „Gevelsberg“) an das Mutterkloster. In den ersten Jahrhunderten war das Kloster  bestimmt für adelige Frauen aus dem kölnischen und jülichschen Herrschaftsbereich. Erst mit Beginn des 15. Jahrhunderts konnten auch bürgerliche Frauen eintreten. 1794 flohen die Nonnen vor der Französischen Revolution. 1802 wurde das Kloster aufgehoben. Heute sind nur noch wenige Spuren vorhanden, darunter eine Inschrift von 1782 auf einem Balken der Blatzheimer Obermühle, der ehemaligen Klostermühle. Zur Erforschung der Klostergeschichte hat besonders Hans Elmar Onnau (1930–2010) beigetragen.